# 南方長背亞口魚
南方長背亞口魚（學名：Cycleptus meridionalis），為輻鰭魚綱鯉形目亞口魚科的其中一種，為溫帶淡水魚，分布於北美洲美國珍珠河、帕斯卡古拉河與阿拉巴馬河流域，體長可達59.3公分，壽命可達33年，生活習性不明。